# کنزینگتون بوکس
کنزینگتون بوکس (انگلیسی: Kensington Books) یک شرکت انتشاراتی کتاب در شهر نیویورک ایالات متحده آمریکا است که در سال ۱۹۷۴ توسط «والتر زاکاریوس» (۱۹۲۳–۲۰۱۱) و «رابرتا بندر گراسمن» (۱۹۴۶–۱۹۹۲) پایه‌گذاری شد.
این شرکت انتشاراتی، ناشر آثار برخی از پرفروش‌ترین مؤلفان نیویورک تایمز همچون لیسا جکسون بوده‌است و کتاب‌هایی چون «گزارش اقلیت» اثر فیلیپ کی. دیک، جانی تفنگش را برداشت اثر دالتون ترامبو و هستی و نیستی اثر ژان-پل سارتر را منتشر نموده‌است.